# Гей-парад в Сан-Паулу

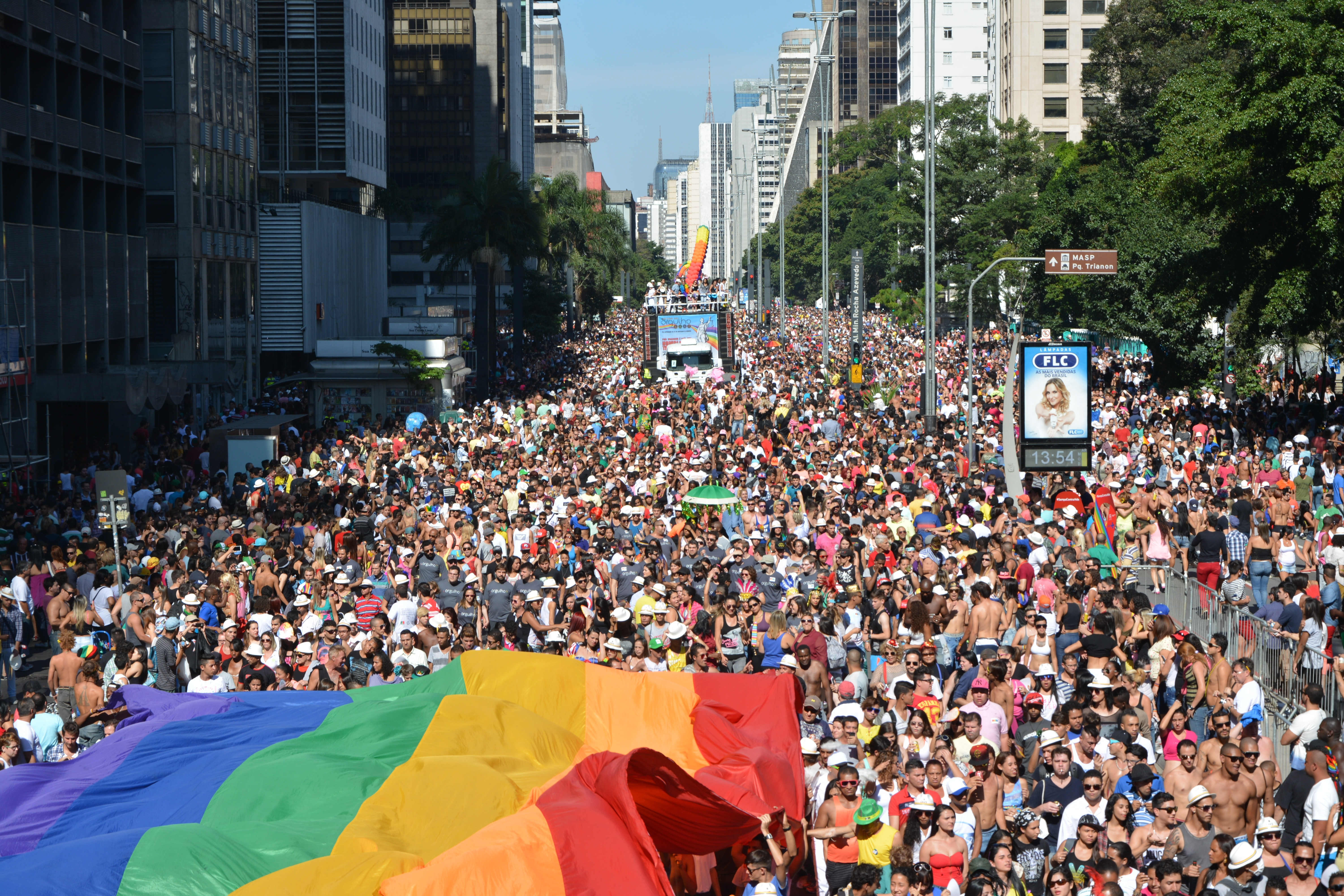
Гей-парад в 2014 году

Гей-парад в Сан-Паулу (порт. Parada do Orgulho LGBTQ de São Paulo) — ежегодный гей-парад, который проводится на Авенида Паулиста в Сан-Паулу. По данным Книги рекордов Гиннеса являлся крупнейшим гей-парадом в мире с 2006 по 2016 годы. Также проводимый гей-парад является самым посещаемым мероприятием в Бразилии после карнавала. Гей-парад в Сан-Паулу активно поддерживается федеральным правительством, а также губернатором Сан-Паулу и мэром города. Благодаря такой поддержке на мероприятии введено множество мер безопасности.

## Участники
По данным полиции, первый парад в 1997 году собрал около 2000 участников.
| Год  | Количество участников (чел.) | Количество участников (чел.) |
| Год  | По данным организаторов      | По данным полиции            |
| ---- | ---------------------------- | ---------------------------- |
| 1997 | 2000                         | 2000                         |
| 1998 | 8000                         | 8000                         |
| 1999 | 35 000                       | 35 000                       |
| 2000 | 120 000                      | 100 000                      |
| 2001 | 250 000                      | 200 000                      |
| 2002 | 500 000                      | 400 000                      |
| 2003 | 1 000 000                    | 800 000                      |
| 2004 | 1 800 000                    | 1 500 000                    |
| 2005 | 2 500 000                    | 1 800 000                    |
| 2006 | 3 000 000                    | 2 500 000                    |
| 2007 | 3 500 000                    |                              |
| 2008 | 3 400 000                    |                              |
| 2009 | 3 100 000                    |                              |
| 2010 | 3 300 000                    |                              |
| 2011 | 4 100 000                    |                              |
| 2012 | 4 200 000                    |                              |
| 2013 | 5 000 000                    |                              |
| 2019 | 3 000 000                    |                              |

## Слоганы
- 1997 — «Нас много, мы в каждой профессии».
- 1998 — «Права геев, лесбиянок и трансвеститов — права человека».
- 1999 — «Гей-прайд в Бразилии, на пути к 2000 году».
- 2000 — «Празднование гордости за живое разнообразие».
- 2001 — «Обнимая разнообразие»
- 2002 — «Воспитание разнообразия».
- 2003 — «Формирование гомосексуальной политики».
- 2004 -— «У нас есть семья и гордость».
- 2005 — «Гражданское партнерство сейчас. Равноправие! Ни больше ни меньше».
- 2006 — «Гомофобия — это преступление! Права сексуальных меньшинств — это права человека»
- 2007 — «За мир без расизма, мачо-сексизма и гомофобии».
- 2008 — «Гомофобия убивает! За светское государство де-факто».
- 2009 — «Нет гомофобии, больше гражданства — За изономию прав!».
- 2010 — «Голосуй против гомофобии, защищай гражданство».
- 2011 — «Любите друг друга. Хватит гомофобии».
- 2012 — «Гомофобия имеет лекарство: образование и криминализация».
- 2013 — «Назад в шкаф — никогда больше! Союз и осознание в борьбе с гомофобией».
- 2014 — «Успешная страна — это страна без гомофобии. Больше никаких смертей! Криминализация!».
- 2015 — «Я такой родился, вот так вырос, такой всегда буду: уважайте меня!».
- 2016 — «Закон о гендерной идентичности — сейчас! — Все вместе против трансфобии!».
- 2017 — «Независимо от наших убеждений, ни одна религия не является законом! Вместе за светское государство!».
- 2018 — «Власть ЛГБТИ+. Наш голос, наш голос».
- 2019 — «50 лет Стоунволлу — наши достижения, наша гордость быть ЛГБТ+».